# پیتر والتر
 پیتر والتر (انگلیسی: Peter Walter؛ زادهٔ ۵ دسامبر ۱۹۵۴) یک دانشمند در زمینه زیست‌شناسی مولکولی و زیست‌شیمی اهل ایالات متحده آمریکا است.